# Vincenzo Viviani
Vincenzo Viviani (5. duben 1622, Florencie - 22. září 1703, Florencie) byl italský matematik a vědec. Byl žákem Evangelisty Torricelliho a Galileo Galilea.

## Život
Vzdělání získal u florentských jezuitů. Díky stipendiu toskánského velkovévody Ferdinanda II. Medicejského si mohl koupit knihy a dále studovat. Torricelli ho učil fyzice a geometrii. Podle Torricelliho návrhu Viviani zkonstruoval první barometr.
Roku 1639, ve svých sedmnácti letech, se v Arcetri stal asistentem Galileovým (Galileo zde trávil své domácí vězení). Po Galileově smrti Viviani uspořádal jeho sebrané spisy. S jeho synem také sestavil, podle učitelových návrhů, první hodiny s kyvadlem. Po Torricelliho smrti roku 1647 zaujal jeho místo na Accademia dell'Arte del Disegno ve Florencii. Později patřil k zakládajícím členům Accademia del Cimento, jedné z prvních evropských vědeckých institucí typu akademie věd. V roce 1660 spolu s Giovanni Alfonso Borellim uskutečnili měření, jímž chtěli stanovit rychlost zvuku (za pomoci pozorování blesku a střelby z děla). Jimi stanovená hodnota 350 metrů za sekundu byla podstatně přesnější, než jakou přinesla předchozí měření. Roku 1666 ho Ferdinand II. jmenoval svým dvorním matematikem. Roku 1687 publikoval významnou knihu o vodohospodářství nazvanou Discorso intorno al difendersi da' riempimenti e dalle corrosione de' fiumi.